# Peter Kleinort
Peter Kleinort (* 14. September 1967 in Mainz) ist ein deutscher Journalist, Redakteur und Kommunikationsfachmann. Er war unter anderem Redakteur bei der Financial Times Deutschland, der Deutschen Verkehrs-Zeitung und beim Täglichen Hafenbericht sowie stellvertretender Senatssprecher der Freien und Hansestadt Hamburg. Seit August 2025 ist er verantwortlicher Redakteur der Fachzeitschrift Binnenschifffahrt im Schifffahrts-Verlag Hansa in Hamburg.

## Leben
Kleinort legte 1987 am Staatlichen Gymnasium am Kurfürstlichen Schloss in Mainz das Abitur ab. Nach dem Wehrdienst im Stabsdienst einer Artillerieeinheit in Stadtallendorf und Wetzlar studierte er ab 1988 Politikwissenschaft, Soziologie, Kommunikationswissenschaft/Journalistik und Volkswirtschaftslehre an der Otto-Friedrich-Universität Bamberg und schloss 1995 als Diplom-Politologe (univ.) ab.
Bereits während des Studiums arbeitete er journalistisch, unter anderem für den Fränkischen Tag in Bamberg, die Allgemeine Zeitung in Mainz, das Rüsselsheimer Echo, die Katholische Nachrichten-Agentur (KNA) sowie die Mainzer Bistumszeitung Glaube und Leben.
Von 1996 bis 1998 absolvierte er ein Volontariat beim Donaukurier in Ingolstadt, wo er im Lokalen tätig war und die Online-Redaktion mit aufbaute. 2000 wechselte er zur neu gegründeten Financial Times Deutschland nach Hamburg, wo er zunächst als Onliner vom Dienst und später als stellvertretender Nachrichtenchef arbeitete. Während dieser Zeit veröffentlichte er auch Beiträge in weiteren Publikationen des Gruner+Jahr-Verlags, darunter Stern, stern.de und Eltern.
Von 2006 bis 2008 war Kleinort stellvertretender Senatssprecher der Freien und Hansestadt Hamburg sowie Sprecher der Behörde für Wirtschaft und Arbeit. Anschließend leitete er den Relaunch des städtischen Internetportals hamburg.de und war Abteilungsleiter für Presse- und Öffentlichkeitsarbeit, Gremienbetreuung und Wahlen im Bezirksamt Wandsbek.
Von 2008 bis 2018 war er leitender Projektredakteur bei der Deutschen Verkehrs-Zeitung (DVZ) und beim Täglichen Hafenbericht (THB), wo er Newsroom-Strukturen aufbaute und digitale Auftritte weiterentwickelte. Von 2019 bis 2021 arbeitete er als Redakteur und Berater bei der Kommunikationsagentur Public Imaging.
Von 2021 bis 2025 war Kleinort Redakteur bei der Handelsblatt Media Group, wo er Verlagsprojekte betreute, die in der WirtschaftsWoche und im Handelsblatt erschienen.
Seit dem 1. August 2025 ist er verantwortlicher Redakteur des Wirtschaftsmagazins Binnenschifffahrt. Seit 2013 ist Kleinort Lehrbeauftragter im Studiengang International Tourism Management (Cruise Business/Innovation) an der Hochschule Bremerhaven.

## Ehrenamtliches Engagement
Kleinort ist Vorsitzender der Landesgruppe Nord der Deutschen Burgenvereinigung.
Darüber hinaus ist er Mitglied im Kirchenvorstand sowie im Wahlvorstand der Gemeinde Rellingen. Für den Deutschen Journalisten-Verband (DJV Nord) wurde er als Delegierter zum Bundesverbandstag gewählt.
- Mitglied im Universitätsbund Bamberg, beim Verein der Bamber Politikwissenschaft – BAD e. V.[2]
- Mitglied im Club Hamburger Wirtschaftsjournalisten (CHW).[6]

## Auszeichnungen
Im Jahr 2001 erhielt Kleinort den Förderpreis der Friedrich-und-Isabell-Vogel-Stiftung im Stifterverband für die Deutsche Wissenschaft. Die Auszeichnung war mit einem Reisestipendium nach Peking verbunden.

## Privates
Kleinort ist seit 1993 verheiratet und hat drei Kinder. Er lebt in Rellingen bei Hamburg.